# Han Qian Shaodi
Liu Gong (劉恭) (? ~ -184 ) ou Qian Shaodi (前少帝) fut le troisième empereur de la dynastie Han de -188 à -184. Démis de ses fonctions, il ne reçut ni nom posthume ni nom de temple, et n’est connu que comme « jeune empereur » Shaodi, tout comme son frère Liu Hong qui lui succéda et fut lui aussi démis après un court règne. Pour les distinguer, Liu Gong est appelé « jeune empereur précédent » Qian Shaodi et Liu Hong « jeune empereur suivant » Hou Shaodi (後少帝). L’histoire officielle n’a même pas conservé sa date de naissance et il est parfois omis dans les listes de souverains de la dynastie.
L’avis des historiens modernes est qu’il était le fils de l’empereur Huidi et d’une concubine, bien que les courtisans qui firent exécuter Liu Hong après la mort de l'impératrice Lü aient prétendu que Huidi n’avait pas eu de fils biologique et qu'il ne pouvait donc pas être empereur. Liu Gong fut adopté par l’impératrice Zhang Yan (張嫣), petite-fille de l’impératrice Lü, à l’initiative de cette dernière, et nommé prince héritier pour garantir que Zhang Yan, qui n’avait pas d’enfants, deviendrait impératrice douairière à la mort de Huidi.
Devenu empereur en -188, il resta certainement dans l’ombre de l’impératrice Lü qui continuait d’assister au conseil des ministres. Il aurait appris en -184 que sa vraie mère aurait été mise à mort sur ordre de l’impératrice pour qu’elle ne constitue pas une menace pour l’impératrice Zhang. Il aurait alors manifesté l’intention de la venger. L’impératrice Lü l’aurait fait emprisonner, puis démettre sous prétexte de folie, et enfin tuer. Il fut remplacé par son frère Liu Yi (劉義)/Liu Hong (劉弘).